# Schwarzberge und Spreeniederung
Das Naturschutzgebiet Schwarzberge und Spreeniederung liegt auf dem Gebiet des Landkreises Oder-Spree in Brandenburg.
Das Gebiet mit der Kenn-Nummer 1209 wurde mit Verordnung vom 17. Dezember 2002 unter Naturschutz gestellt. Das rund 695 ha große Naturschutzgebiet erstreckt sich südlich von Neubrück, einem Ortsteil der Gemeinde Rietz-Neuendorf, entlang der Spree. Südlich verläuft die B 87 und westlich die Landesstraße L 411.